# Recensement géorgien de 2014
Le recensement géorgien de 2014 est le second recensement de la population effectué en Géorgie depuis son indépendance en 1991. Son résultat est la conséquence de facteurs exogènes (changements de nature de souveraineté et sécessions délimitant de territoires géographiques) et de facteurs endogènes propres à la dynamique des populations qui y résident.

## Facteurs exogènes

### Variations de territoire géographique
L'Empire russe, qui avait annexé le royaume de Géorgie en 1801, maintient jusqu'en février 1917 Tiflis comme capitale du Caucase et développe la présence d'ethnies sud-caucasiennes et nord-caucasiennes sur le territoire géorgien. Après sa chute, les tentatives de structures transcaucasiennes (octobre 1917 à mai 1918) éclatent devant les nationalismes arménien, azerbaïdjanais et géorgien, ainsi que devant la pression de l'Empire ottoman. Des territoires entiers sont contestés et donnent lieu à des guerres (Ardahan, Artvin, Lorri, Zaqatala...) ou attribués à la Géorgie par des traités internationaux et non respectés (Hopa, Rize et traité de Sèvres). L'invasion des armées de la Russie soviétique définit en 1921 un nouveau périmètre géographique, remis en cause une nouvelle fois par les guerres d'Ossétie du Sud de 1991 et de 2008, celles d'Abkhazie en 1992 et en 2008, conduisant à la sécession de 20 % du territoire de la Géorgie reconnu internationalement et à la modification de la composition ethnique de la population.

### Fiabilité des données démographiques
Au cours des différents changements de souveraineté qui ont concerné le territoire géorgien, Empire russe (1801-1917), Haut Commissariat à la Transcaucasie (1917), république démocratique fédérative de Transcaucasie (1918), république démocratique de Géorgie (1918 à 1921) — avec la création le 25 juillet 1919 d'une Commission centrale des statistiques —, république socialiste soviétique de Géorgie (1921 à 1990) — avec la centralisation à Moscou de toutes les activités statistiques —, république de Géorgie (depuis 1990), les données démographiques délivrées ont été constituées à partir de critères différents pour des raisons techniques et pour des raisons politiques. La création de l'Office national des statistiques de Géorgie et son indépendance acquise le 11 décembre 2009 sont présentées comme une garantie d'alignement des données démographiques géorgiennes sur les normes internationales.

## Population totale et par région administrative
Fin 2014, la population totale vivant sur le territoire géorgien (hors Abkhazie et Ossétie du Sud sécessionnistes) s'élevait à 3 713 804 habitants.
| Régions administratives                                                                                         | Urbaine   | Rurale    | Totale    |
| Abkhazie1 |           |           |           |
| Adjarie | 184 774   | 149 179   | 333 953   |
| Basse Kartlie                                                                                                   | 180 118   | 243 868   | 423 986   |
| Gourie | 31 904    | 81 446    | 113 350   |
| Iméréthie2 | 258 510   | 275 396   | 533 906   |
| Kakhétie | 71 526    | 247 057   | 318 583   |
| Kartlie intérieure2                                                                                             | 105 211   | 158 171   | 263 382   |
| Mtskheta-Mtianeti2                                                                                              | 21 259    | 73 314    | 94 573    |
| Mingrélie-Haute Svanétie                                                                                        | 129 391   | 201 370   | 330 761   |
| Ratcha-Letchkhoumie et Basse Svanétie2                                                                          | 6 970     | 25 119    | 32 089    |
| Samtskhé-Djavakhétie                                                                                            | 54 663    | 105 841   | 160 504   |
| Tbilissi | 1 078 297 | 30 420    | 1 108 717 |
| Géorgie | 2 122 623 | 1 591 181 | 3 713 804 |
| 1En sécession complète (240 000 en 2011) 2En sécession partielle au profit de l’Ossétie du Sud (53 500 en 2015) |           |           |           |

## Population par âge et par sexe
Fin 2014, la population se répartissait par âge et par sexe de la manière suivante :
| Âge   | Total     | Hommes    | Femmes    | %      |
| ----- | --------- | --------- | --------- | ------ |
| Total | 3 713 800 | 1 772 900 | 1 940 900 | 100    |
| 0-4   | 255 100   | 132 700   | 122 400   | 6,86   |
| 5-9   | 230 000   | 121 200   | 108 800   | 6,19   |
| 10-14 | 206 200   | 109 500   | 96 700    | 5,55   |
| 15-19 | 226 000   | 118 900   | 107 100   | 6,08   |
| 20-24 | 266 100   | 135 300   | 130 800   | 7,16   |
| 25-29 | 278 700   | 139 900   | 138 700   | 7,50   |
| 30-34 | 262 100   | 129 900   | 132 100   | 7,05   |
| 35-39 | 248 500   | 121 900   | 126 600   | 6,69   |
| 40-44 | 243 300   | 118 300   | 125 400   | 6,54   |
| 45-49 | 239 400   | 114 000   | 125 400   | 6,43   |
| 50-54 | 271 400   | 126 700   | 144 700   | 7,30   |
| 55-59 | 245 400   | 111 600   | 133 800   | 6,59   |
| 60-64 | 211 400   | 92 400    | 119 000   | 5,69   |
| 65-69 | 155 700   | 64 900    | 90 800    | 4,19   |
| 70-74 | 123 600   | 48 500    | 75 100    | 3,32   |
| 75-79 | 135 800   | 49 900    | 85 900    | 3,65   |
| 80-84 | 71 700    | 25 100    | 46 600    | 1,93   |
| 85-89 | 34 500    | 10 200    | 24 300    | 0,92   |
| 90-94 | 7 500     | 1 600     | 5 900     | 0,20   |
| 95-99 | 1 200     | 200       | 1 000     | 0,03   |
| 100+  | 300       | 0         | 300       | 0, 008 |

## Population par groupe ethnique
Fin 2014, la population se répartissait par groupe ethnique de la manière suivante :
| Groupe ethnique | Total     | %    |
| --------------- | --------- | ---- |
| Total           | 3 713 800 | 100  |
| Géorgiens       | 3 224 600 | 86,8 |
| Azéris          | 233 000   | 6,3  |
| Arméniens       | 168 100   | 4,5  |
| Russes          | 26 500    | 0,7  |
| Ossètes         | 14 400    | 0,4  |
| Yezidis         | 12 200    | 0,3  |
| Ukrainiens      | 6 000     | 0,2  |
| Kists           | 5 700     | 0,2  |
| Grecs           | 5 500     | 0,14 |
| Assyriens       | 2 400     | 0,1  |
| Autres          | 15 400    | 0,4  |

## Population par religion
Fin 2014, la population se répartissait selon la religion de la manière suivante : 
| Religion           | Total     | %    |
| ------------------ | --------- | ---- |
| Total              | 3 713 800 | 100  |
| Orthodoxie         | 3 097 600 | 83,4 |
| Islam              | 398 700   | 10,7 |
| Église d’Arménie   | 109 00    | 2,9  |
| Catholicisme       | 19 200    | 0,5  |
| Témoins de Jéhovah | 12 400    | 0,3  |
| Yezidisme          | 8 600     | 0,2  |
| Judaïsme           | 1 400     | 0,03 |
| Athéisme           | 19 100    | 0,5  |
| Autres             | 45 300    | 1,2  |

## Mouvement migratoire
Pour l'année 2014, le nombre d'émigrants a été établi à 88 704 (moyenne d'âge de 34 ans, avec une majorité d'hommes); la répartition par pays s'effectuait de la manière suivante :
| Pays d'émigration | Nombre d"émigrés | %    |
| ----------------- | ---------------- | ---- |
| Total             | 88 704           | 100  |
| Russie            |                  | 21,7 |
| Grèce             |                  | 15,9 |
| Turquie           |                  | 11,2 |
| Italie            |                  | 10,9 |
| Allemagne         |                  | 7,1  |
| États-Unis        |                  | 5,7  |
| Espagne           |                  | 4,1  |
| France            |                  | 3,7  |
| Ukraine           |                  | 3,7  |
| Azerbaïdjan       |                  | 2,0  |
| Autres            |                  | 14,1 |

## Sources
L'Office national des statistiques de Géorgie publie régulièrement des documents concernant la population et la démographie : ils contiennent parfois des chiffres légèrement différents pour les mêmes rubriques :   
- (en) GeoStats : « Number of Population as of January 1 », 30 avril 2015,
- (en) Geostats : « 2014 General Population Census », 24 avril 2016,
- (en + ka) GeoStats : « Demographic situation in Georgia », 2016, rapport proposant l'évolution de différents paramètres démographique,
- (en) GeoStats : « Population », 17 janvier 2017, réactualisé en ligne.

Le document du 24 avril 2016 a été retenu comme source pour cet article.